# Wermland Opera

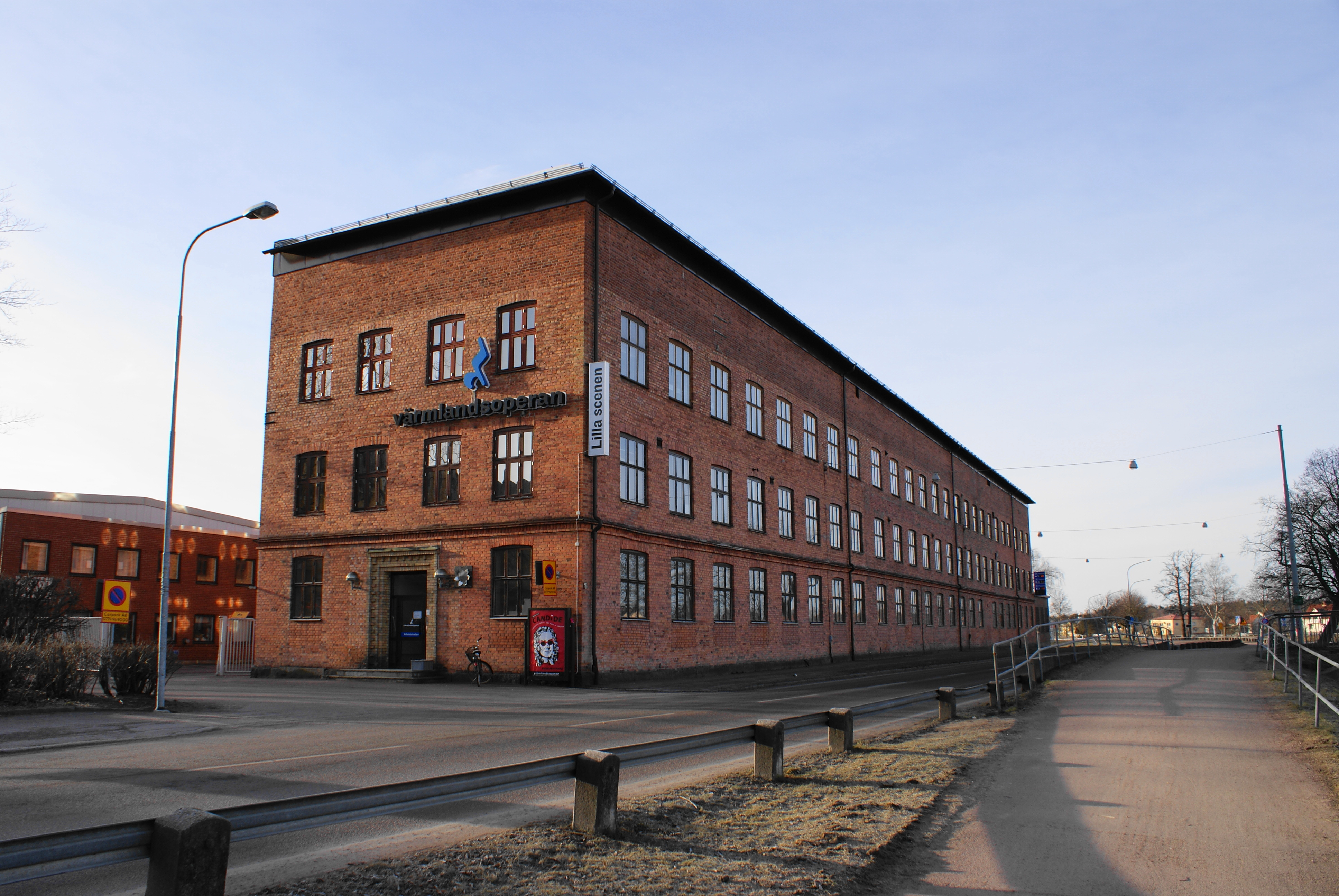
Spinneriet på Kvarnberget i Karlstad.

Wermland Opera, tidigare Värmlandsoperan, är sedan 2003 namnet på det som tidigare kallades Musikteatern i Värmland. Institutionen grundades 1975.
Vid den länsmusikreform som genomfördes 1988, lades Musikteatern i Värmland samman med Säffleteatern (vilken emellertid kom att lämna samarbetet efter blott ett par år), regionmusikavdelningen och Rikskonserters Värmlandskontor och kom att bilda Värmlands teater- och musikstiftelse. Stiftelsen är lokaliserad till Karlstad och är huvudman för Värmlandsoperan och dess orkester Värmlandsoperans Sinfonietta (tidigare Värmlands Sinfonietta).
Värmlandsoperan använder sig av Karlstads teater för stora uppsättningar och Spinneriet i Karlstad för de mindre.
I teaterns foajé står en byst föreställande sångerskan Zarah Leander gjord av skulptören Karel Becvar. Utanför teaterns entré ligger Zarah Leanders plats.